# Anne-Louis-Henri de La Fare
Anne-Louis-Henri de La Fare, francoski rimskokatoliški duhovnik, škof in kardinal, * 8. september 1752, Bessay, † 10. december 1829, Pariz.

## Življenjepis
21. septembra 1776 je prejel duhovniško posvečenje.

7. oktobra 1787 je bil imenovan za škofa Nancyja; potrjen je bil 17. decembra 1787 in škofovsko posvečenje je prejel 13. januarja 1788. S tega položaja je odstopil 8. novembra 1816.
8. avgusta 1817 je bil imenovan za nadškofa Sensa; potrjen je bil 1. oktobra istega leta.
16. maja 1823 je bil povzdignjen v kardinala in imenovan za kardinal-duhovnika S. Maria in Traspontina.
Umrl je 10. decembra 1829.